# Kanton Stains
Kanton Stains (fr. Canton de Stains) je francouzský kanton v departementu Seine-Saint-Denis v regionu Île-de-France. Tvoří ho pouze město Stains.